# Alexandre Shahsuvarian
Alexandre Shahsuvarian (en arménien : Շահսուվարյան, en russe : Шахсуварян) est un militant bolchevique et homme d'État de l'Arménie soviétique. Né en 1888, il a été exécuté en 1938 lors des Grandes Purges.

## Période pré-révolutionnaire
Il naît en 1888 dans la ville d'Elisavetpol (aujourd'hui Gandja, en Azerbaïdjan). Il poursuit ses études secondaires à l'école arménienne fondée à Tiflis par le patriarche Nersès en 1824. C'est à Tiflis qu'il adhère au Parti social-démocrate de Russie, en 1907. Il poursuit ses études à l'université de Tartu entre 1912 et 1915. Il sert à partir de 1915 dans l'armée russe. Il est envoyé parmi les troupes russes qui opèrent en Perse du Nord contre l'Empire ottoman.

## Période révolutionnaire
En 1917, il devient actif dans les soviets de soldats élus au sein de l'armée tsariste. Après avoir quitté l'armée, il entame une activité révolutionnaire clandestine à Tiflis, qui se trouve alors sous le contrôle des gouvernements anti-bolcheviques de la République démocratique fédérative de Transcaucasie puis de la République démocratique de Géorgie. Il est élu en 1919 secrétaire du comité de Tiflis des bolcheviks, ce qui le place au cœur de l'activité subversive de ceux-ci en Géorgie. Au début de l'année 1921, les forces bolcheviques envahissent la Géorgie et Shahsuvarian occupe brièvement des fonctions dans les régions arméniennes de la Géorgie.

## Période soviétique
En 1922, Shahsuvarian retourne en Arménie, désormais sous contrôle des Soviétiques. Il commence à travailler pour le Comité central du PC(b) arménien. Il exerce de 1924 à 1928 la fonction de premier secrétaire du PC(b) arménien, ce qui fait de lui le dirigeant effectif de la république. En 1929, il devient adjoint au commissaire du Peuple au Travail de la république fédérative de Transcaucasie (ZSFSR). Il exerce cette fonction jusqu'en 1931.
De retour en Arménie, il devient commissaire adjoint à l'Agriculture, fonction cruciale alors que bat son plein la campagne de collectivisation agricole. En 1935-1938, il devient vice-président du conseil des commissaires du Peuple d'Arménie. En 1937, il exerce parallèlement la fonction de président du Soviet d'Erevan.
Exécuté en 1938 dans le cadre des purges staliniennes, il est réhabilité en 1954.